# ウインド・オーケストラ
ウインド・オーケストラ（英語: Wind orchestra）は、吹奏楽の形態のひとつ。

## 概要
「ウインド・オーケストラ」の名称はかなり曖昧に用いられる。100人以上で活動する「ウインド・オーケストラ」が存在する一方で、東京佼成ウインドオーケストラやOsaka Shion Wind Orchestraのようなプロフェッショナルの吹奏楽団は多くがウインド・アンサンブルのスタイルで演奏している。アメリカン・ウィンド・シンフォニー・オーケストラのように管弦楽団の管打楽器セクションに対応した編成を指す場合もある。英語以外でも、ドイツ語の"blasorchester"やフランス語の"orchestre d'harmonie"、"orchestre à vent"、イタリア語の"orchestra di fiati"のように対応する表現が存在する。
木管楽器を多く含む吹奏楽の編成は、従来のブラスバンド（金管バンド）以上に緻密で多彩な音色を獲得するため、20世紀に入ってから編成されるようになった合奏形態である。現代みられるようなクラリネット主体の楽団が編成されたのは、1942年にアメリカ合衆国のミシガン大学でウィリアム・レヴェッリがウインド・オーケストラを室内楽として活発化させるために始めた「小さな木管楽器アンサンブル」(small wood-wind ensemble)を嚆矢としている。現代の吹奏楽演奏においては、クラリネットはオーケストラにおけるヴァイオリンに相当する役割を担っており、それゆえ、高音や速いパッセージ（経過楽句）が要求されることの多い楽器である。